# Faun K10
Der K10 ist ein Großmuldenkipper des deutschen Herstellers Faun, der 1956 vorgestellt wurde. Er ist für die Beförderung großer Abraummengen in Tagebauen und Großbaustellen mit schwierigen Bedingungen konzipiert. Beim Entwurf dieses frühen westdeutschen Starrrahmen-Muldenkippers griff man auf US-amerikanische Konzepte für derartige Fahrzeuge zurück.

## Technik
Das Fahrzeug ist ein zweiachsiger allradgetriebener Frontlenker (4×4) mit Kippmulde. Er ist 5,9 m lang, 2,5 m breit und 2,815 m hoch; der Radstand beträgt 2,6 m. Die K10-Versionen werden von einem luftgekühlten Reihensechszylinder-Dieselmotor der Deutz AG (damals KHD) angetrieben. Mit 7983 cm³ Hubraum leistet er 125 PS (92 kW) bei 2300/min. Das maximale Drehmoment beträgt 450 Nm bei 1200/min. Der Fahrantrieb ist dieselmechanisch, die Höchstgeschwindigkeit der Version K10/26 A gibt der Hersteller mit maximal 60 km/h an. Der Kraftstoffverbrauch liegt zwischen 20 und 25 Liter pro 100 Kilometer.
Die Leistung wird mit einem AK 6-55-Sechsgang-Schaltgetriebe, Gelenkwellen und Schneckengetrieben auf die Achsen übertragen. Die letzte Version K10/26 AP bekam an beiden Achsen Planeten-Vorgelegegetriebe an den Radnaben.
Die Einmannkabine sitzt links neben dem Motorraum über dem linken Vorderrad.
Die Kippmulde des K10/26 A ist 4 m lang, 2,26 m breit und 0,8 m hoch. Sie kann mit einem Hydraulikzylinder aus der Waagerechten in die Kippstellung gebracht werden.

## Versionen
- K10: 1956, Nutzlast: 10 bis 10,5 Tonnen
- K10/26 A: 1957, Nutzlast: 11 Tonnen, versuchsweise mit Lypsoid-Bereifung[2]
- K10/26 AP: 1959, Nutzlast: 10,2 Tonnen